# Liceo Casino
El Liceo Casino es un edificio neoclásico de 1878 situado en el centro histórico de la ciudad española de Pontevedra, que alberga la sociedad cultural y de ocio más antigua de Pontevedra.

## Ubicación
El Liceo Casino está situado en la misma manzana que el Teatro Principal de Pontevedra, siendo colindante con éste. Su fachada principal da a la calle Manuel Quiroga y sus fachadas laterales a las calles Don Filiberto y Duque de Tetuán.

## Historia
El Liceo Casino de Pontevedra fue fundado el 25 de febrero de 1855. En un principio, sus actividades se desarrollaron en un edificio de la plaza de Teucro perteneciente a la familia García Feijóo y las sesiones de música y baile se celebraban en el antiguo teatro de la calle de Isabel II. La falta de espacio y el crecimiento de sus proyectos culturales motivaron su traslado al Pazo de los Condes de San Román, en la misma plaza de Teucro, el 2 de junio de 1858.
El 23 de mayo de 1864 se inició la construcción de un nuevo edificio, destinado a Liceo Teatro, en la antigua plaza de Tetuán y en el solar de la antigua iglesia de San Bartolomé el Viejo, donde también se construyó un nuevo teatro (actual Teatro Principal) perteneciente a la Sociedad del Liceo Casino. El edificio fue diseñado por el arquitecto Domingo Lareu y para su construcción se utilizaron parte de las piedras de la antigua Torre de los Churruchaos, derribada en 1873. Se inauguró el 2 de agosto de 1878.
En 1892 el Liceo Casino perdió la propiedad del teatro, conservando el edificio que le servía de sede, en cuyo interior se realizaron importantes reformas, como la pintura de la sala artesonada con alegorías de las Artes y las Letras por Demetrio Durán.
El 27 de septiembre de 1927 el rey Alfonso XIII y la reina  Victoria Eugenia visitaron el Liceo Casino acompañados del general Dámaso Berenguer y el ministro de Marina Honorio Cornejo.
El edificio fue restaurado por los arquitectos Enrique Barreiro Álvarez y Carlos Alvira Dupla tras ser destruido su interior por un incendio el 16 de abril de 1980, siendo reinaugurado el 15 de junio de 1983. Desde su fundación, el Liceo Casino ha estado estrechamente vinculado a la vida social de la ciudad.

## Descripción
Es un edificio neoclásico de planta rectangular con tres fachadas y consta de dos pisos y una planta baja.
La fachada principal presenta un cuerpo central saliente precedido por una amplia escalinata. En la planta baja y el primer piso, este cuerpo está compuesto por puertas con arcos de medio punto enmarcadas por cuatro columnas toscanas que sostienen entablamentos clásicos. En el primer piso, las puertas se abren a un balcón.
El piso superior tiene ventanas sencillas con arcos de medio punto. El cuerpo central está rematado por un sencillo frontón triangular con un ojo de buey en el centro. En el friso sobre la entrada que recorre la fachada, esculpidos en piedra junto a las letras del Liceo, se encuentran los símbolos de las artes, que atestiguan los estrechos vínculos de la institución con el mundo cultural. En las fachadas laterales, destacan en el primer piso las puertas balconeras con arcos de medio punto sobre ellas y la simetría de los numerosos balcones a lo largo de las fachadas.

## Cultura
Con motivo de las fiestas patronales de la Virgen Peregrina de Pontevedra, el Liceo Casino organiza todos los años en agosto una cena-baile de gala en su parque de A Caeira.

## Galería de imágenes

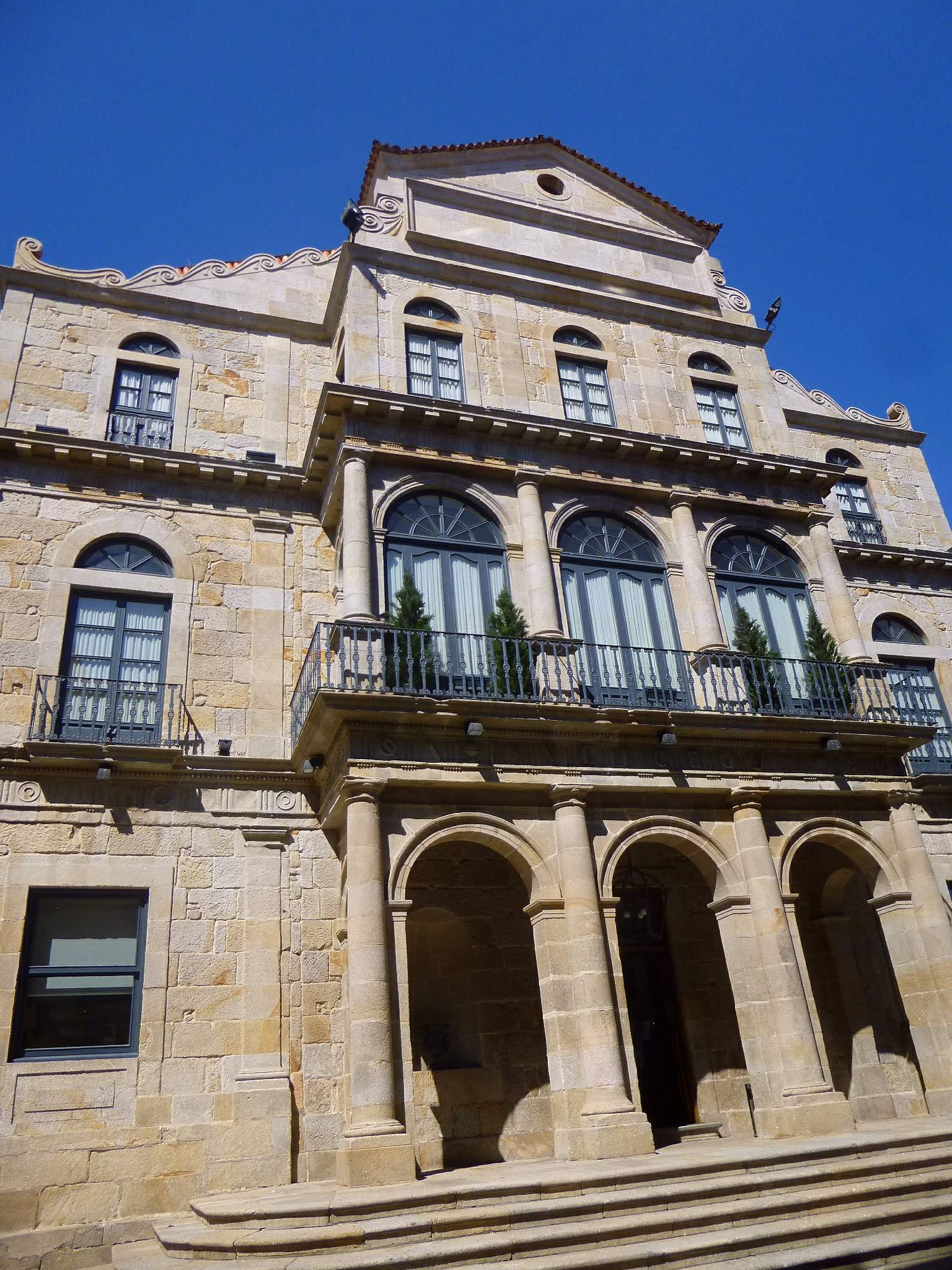
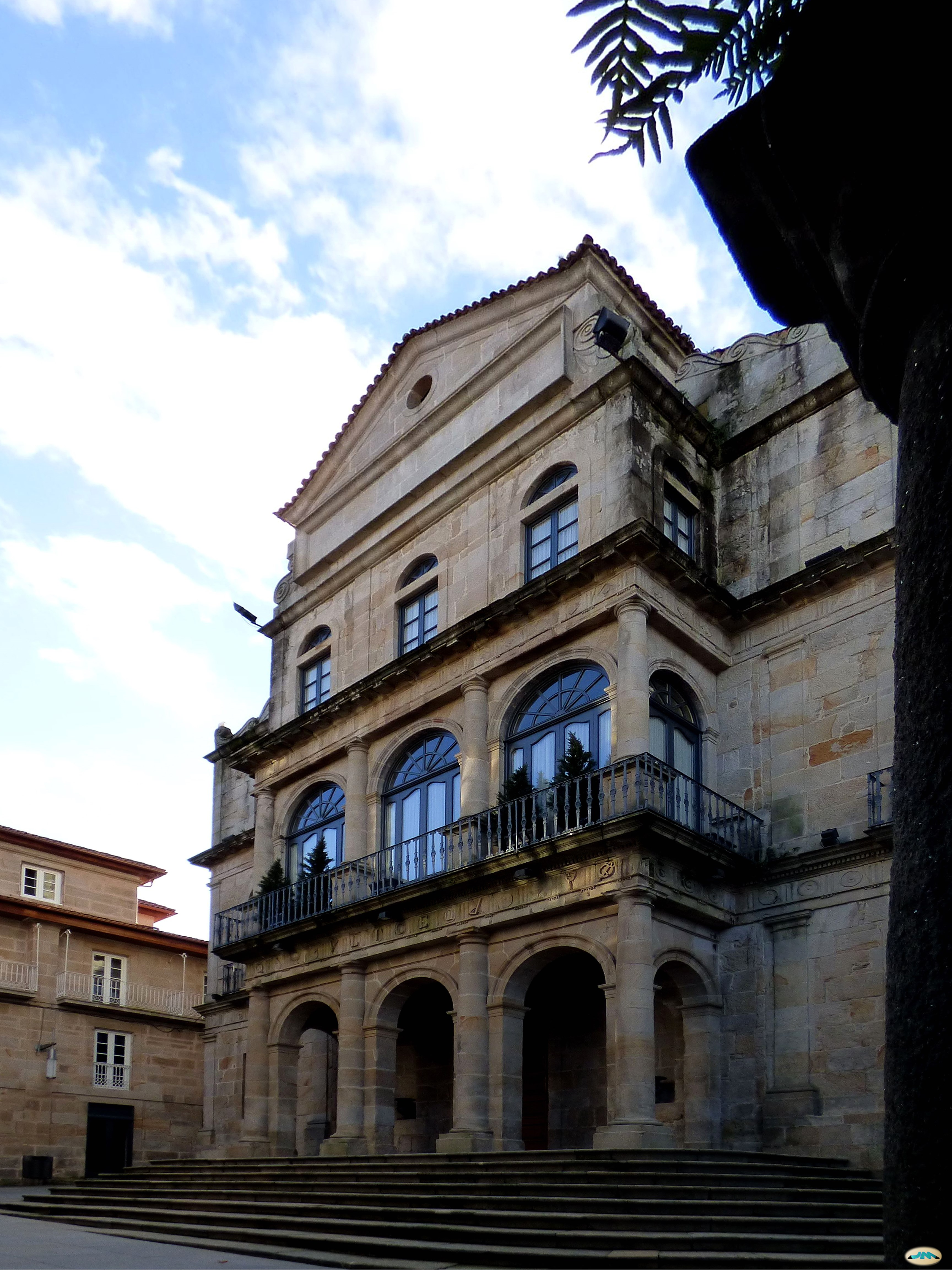
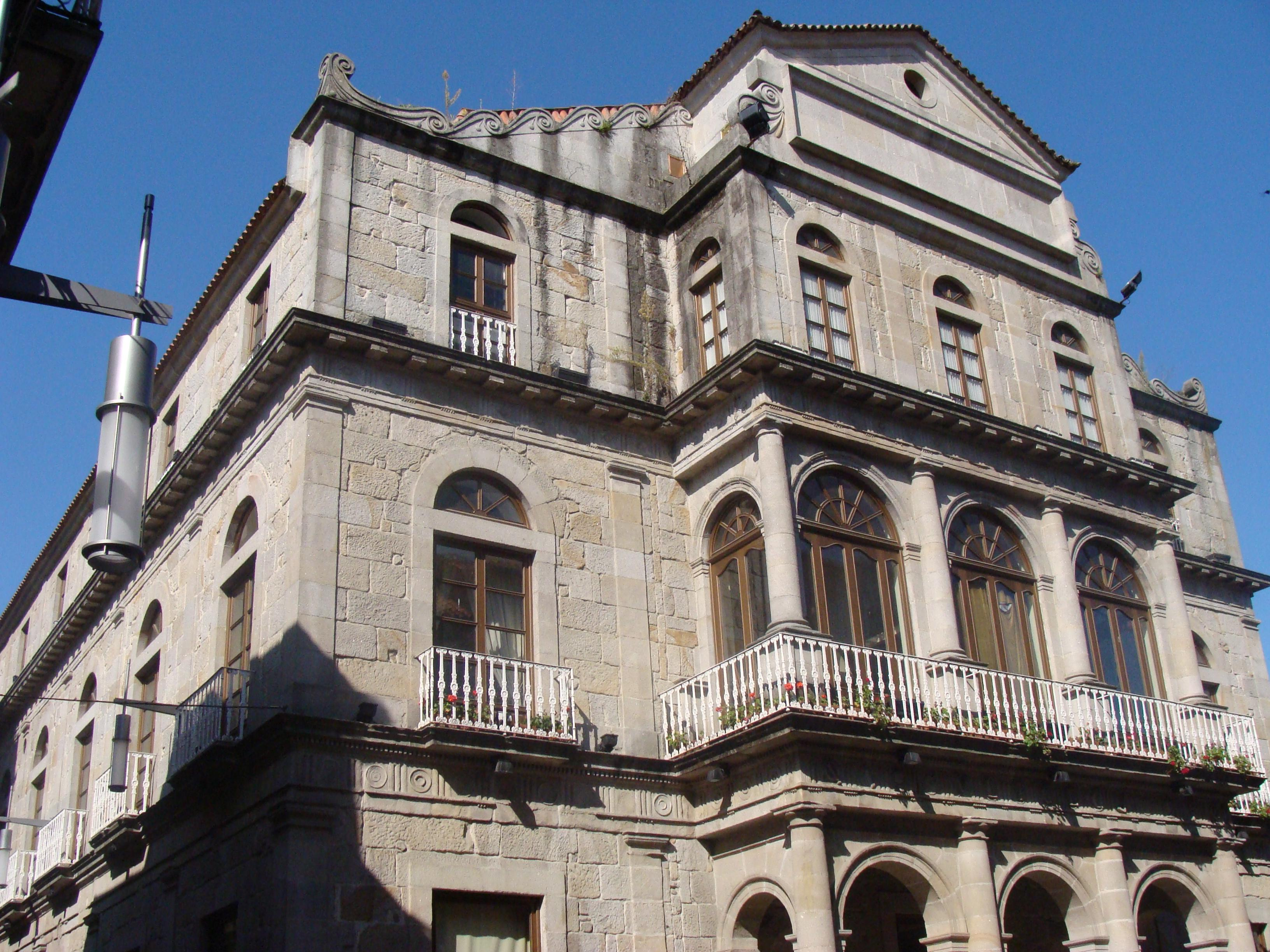